# Přívoz Dolní Žleb

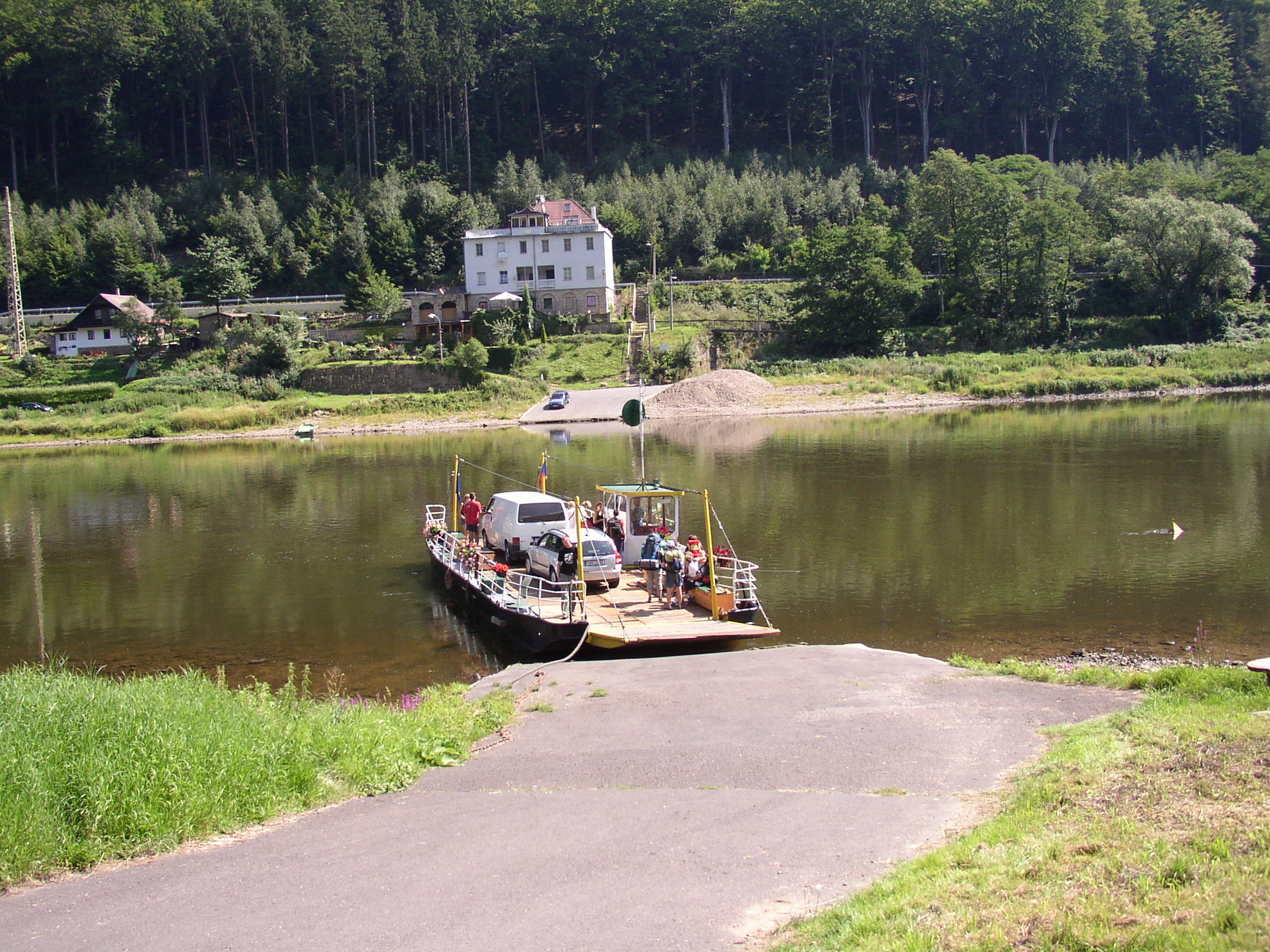

Přívoz Dolní Žleb na Labi je nejseverněji a nejníže položeným přívozem v Česku (nepočítá-li se přívoz Schöna - Hřensko, který je v Česku jen z poloviny). Západní přístaviště má nedaleko železniční zastávky Dolní Žleb na trati č. 098, východní přístaviště u nočního klubu u silnice I/62 mezi Hřenskem a Děčínem. Jedná se o prám s dolním vodičem, poháněný proudem řeky. Převáží pěší, cyklisty, motocykly a automobily do hmotnosti 20 tun, v provozu je celoročně. Vlastníkem a pronajímatelem přívozu je město Děčín, provozovatelem byla Labská plavební společnost, s. r. o., minimálně od roku 2016 je provozovatelem občanské sdružení, později spolek  s názvem „Občanské sdružení Respektuj mě“, který však má ve spolkovém rejstříku od 1. června 2021 uvedený status „neaktivní spolek“.
Po roce 2002 byl přívoz asi rok mimo provoz kvůli zanesení koryta Labe. Poté město několik měsíců shánělo převozníka, ten se však několik týdnů po nástupu utopil při záchraně utrženého prámu. Následovaly další technické a personální problémy. Zhruba od poloviny roku 2005 do začátku léta roku 2006 byl pro sérii problémů mimo provoz. V létě 2008 byl přívoz opět dlouhodobě mimo provoz, od 1. října jej měl převzít nový provozovatel, v roce 2009 byl opět v běžném provozu.
V roce 2014 město zavedlo dotovanou permanentku pro automobily na přívoz za 200 Kč/rok, která má pomoci snížit motoristický provoz na levobřežní cyklostezce mezi Čertovou Vodou a Dolní Žlebem. Tuto jízdenku mohou dostat nejen obyvatelé hlášení ve Žlebu, ale i „chalupáři a kdokoliv, kdo jezdí často do Žlebu“, ovšem na základě vyjádření osadního výboru, že lidé dotyčného znají. Příslušný radní měl obavu, aby nevzniklo pro neexistující lidi tisíce permanentek, které bude město dotovat.
V roce 2016 byl starý prám používaný 45 let nahrazen novým. V roce 2021 dostal přívoz místo těžkého ocelového lana, které se na přelomu června a července utrhlo, speciální nylonové námořní lano, které plave na vodě.